# Skelná Huť (přírodní rezervace)
Skelná huť je přírodní rezervace nacházející se v katastru městyse Protivanov v okrese Prostějov. Přírodní rezervací byla vyhlášena 7. července 1988. Její rozloha činí 19 hektarů. Jedná se o část údolí potoka Luhy s dobře zachovanými společenstvy podmáčených a zrašeliňujících luk s výskytem ohrožených druhů rostlin a živočichů. Území spravuje Krajský úřad Olomouckého kraje.

## Flóra
Na území roste pcháč potoční (Cirsium rivulare), pcháč bahenní (Cirsium palustre), rdesno hadí kořen (Bistorta major), suchopýr úzkolistý (Eriophorum angustifolium), ostřice (Carex), prstnatec májový (Dactylorhiza majalis), všivec lesní (Pedicularis sylvatica) nebo tolije bahenní (Parnassia palustris).

## Vodstvo
Celým územím protéká říčka Luha. Ta v jižní části napájí rybník V Oboře, těsně pod kterým se do ní vlévá Huťský potok.

## Geologie
Na podloží kulmských drob se vytvořily gleje, směrem do úbočí pseudogleje a oglejené kambizemě.

## Historie

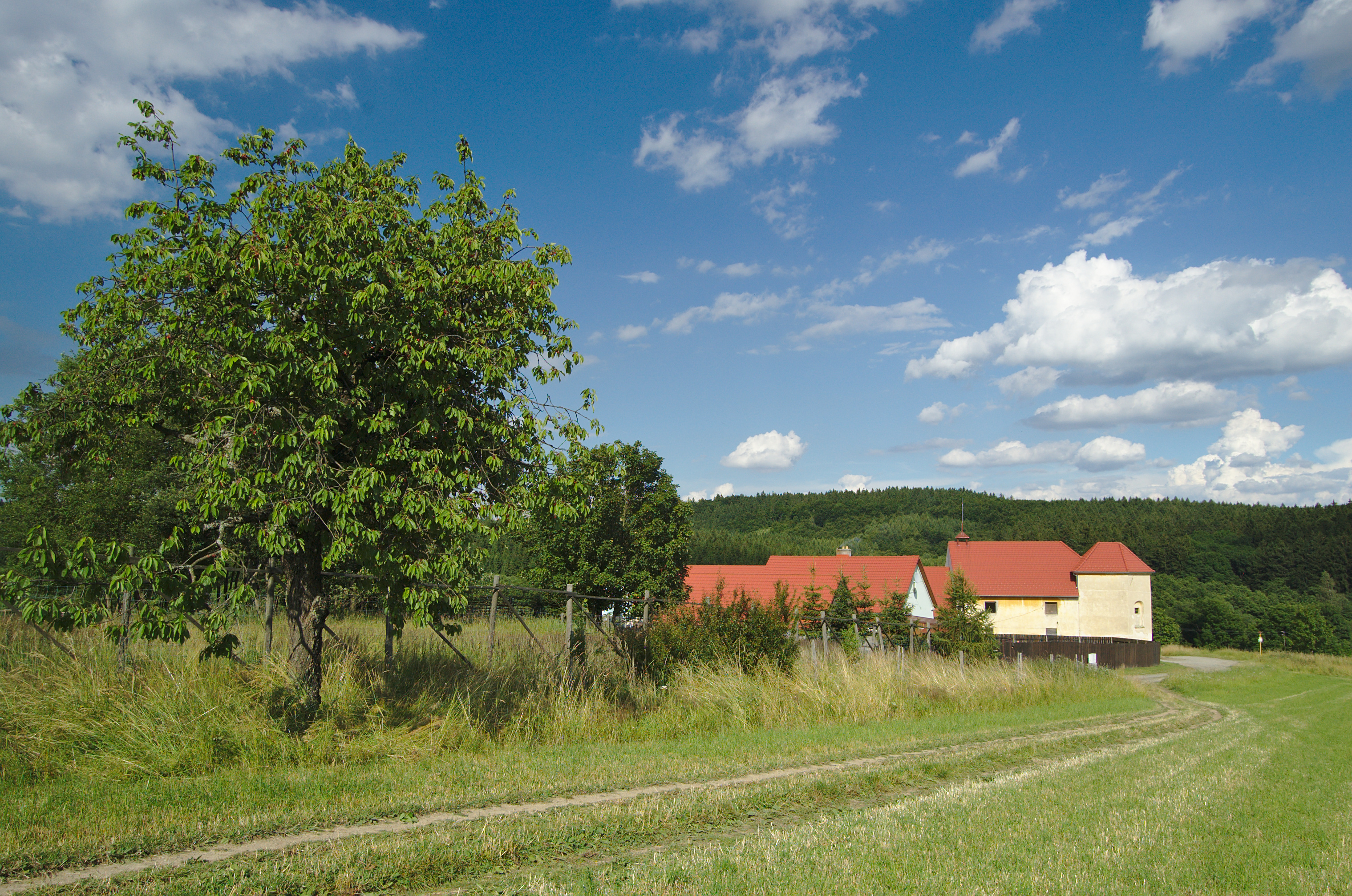
Samota Oborský dvůr

Místo je pojmenováno po skelné huti, která zde fungovala v letech 1760 až 1913. Na území přírodní rezervace se nachází samota Oborský dvůr.

## Přístup
Přírodní rezervaci v polovině dělí silnice II/150. Středem rezervace vede modrá turistická trasa z Javoříčka přes Kladky, Jaroměřice, Pohoru, Kořenec, Pavlov směrem na Sloup a Blansko. Jižní části území se dotýká červeně značená turistická trasa vedoucí z Boskovic přes Žďárnou směrem na Nivu, Drahany a dále až do Vyškova.

## Fotogalerie

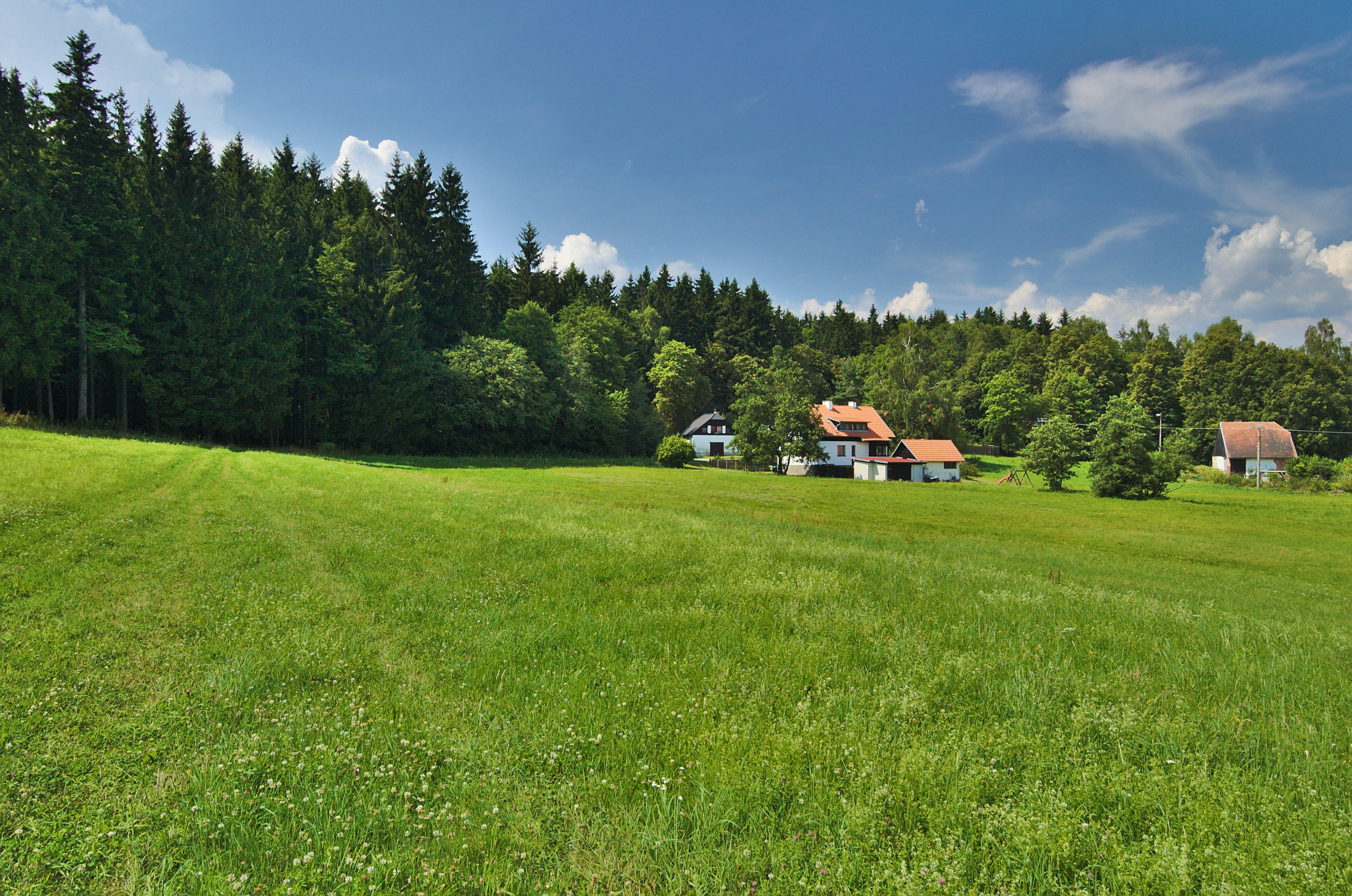
Osada Skelná Huť
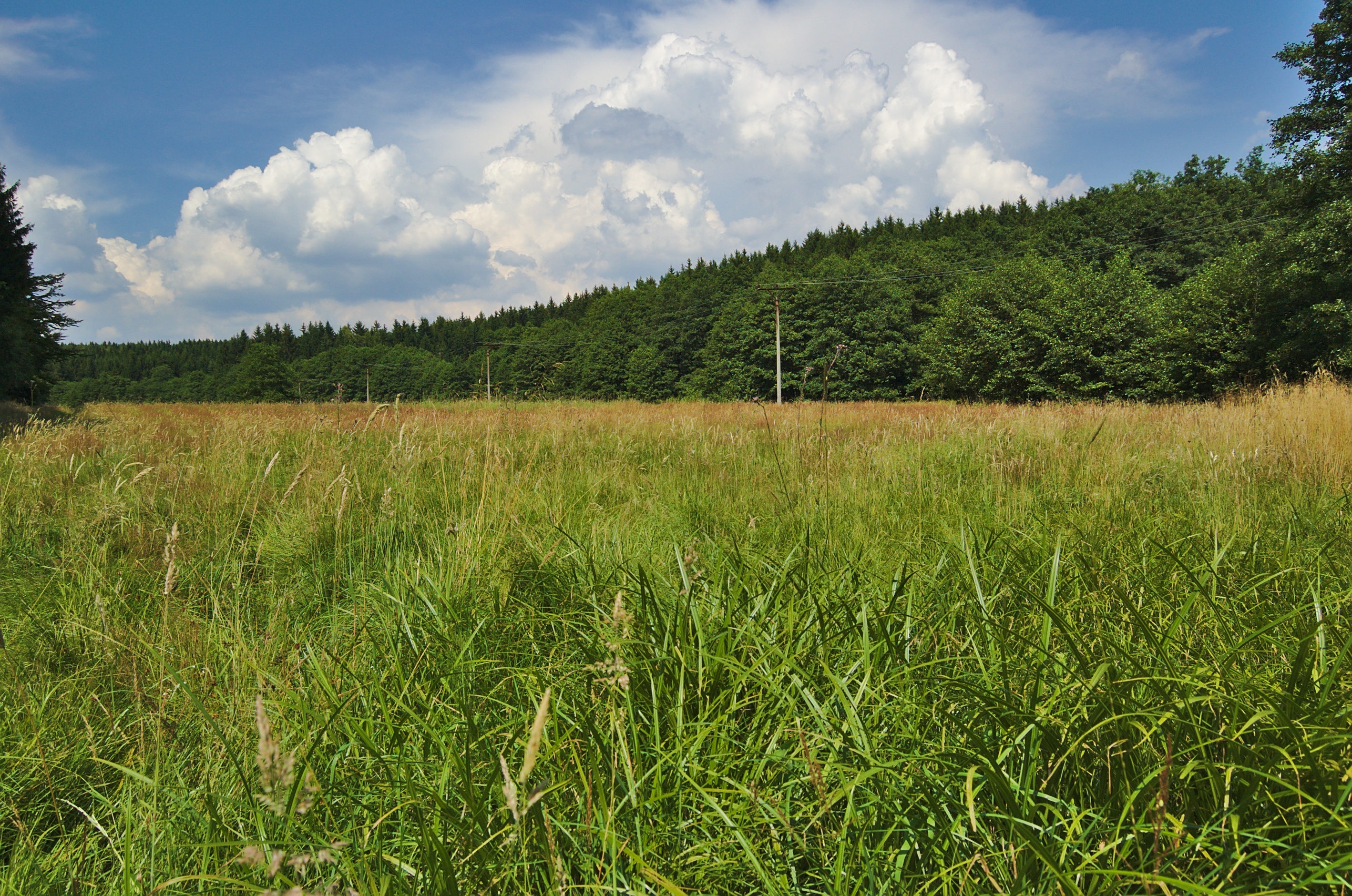
Severní část přírodní památky
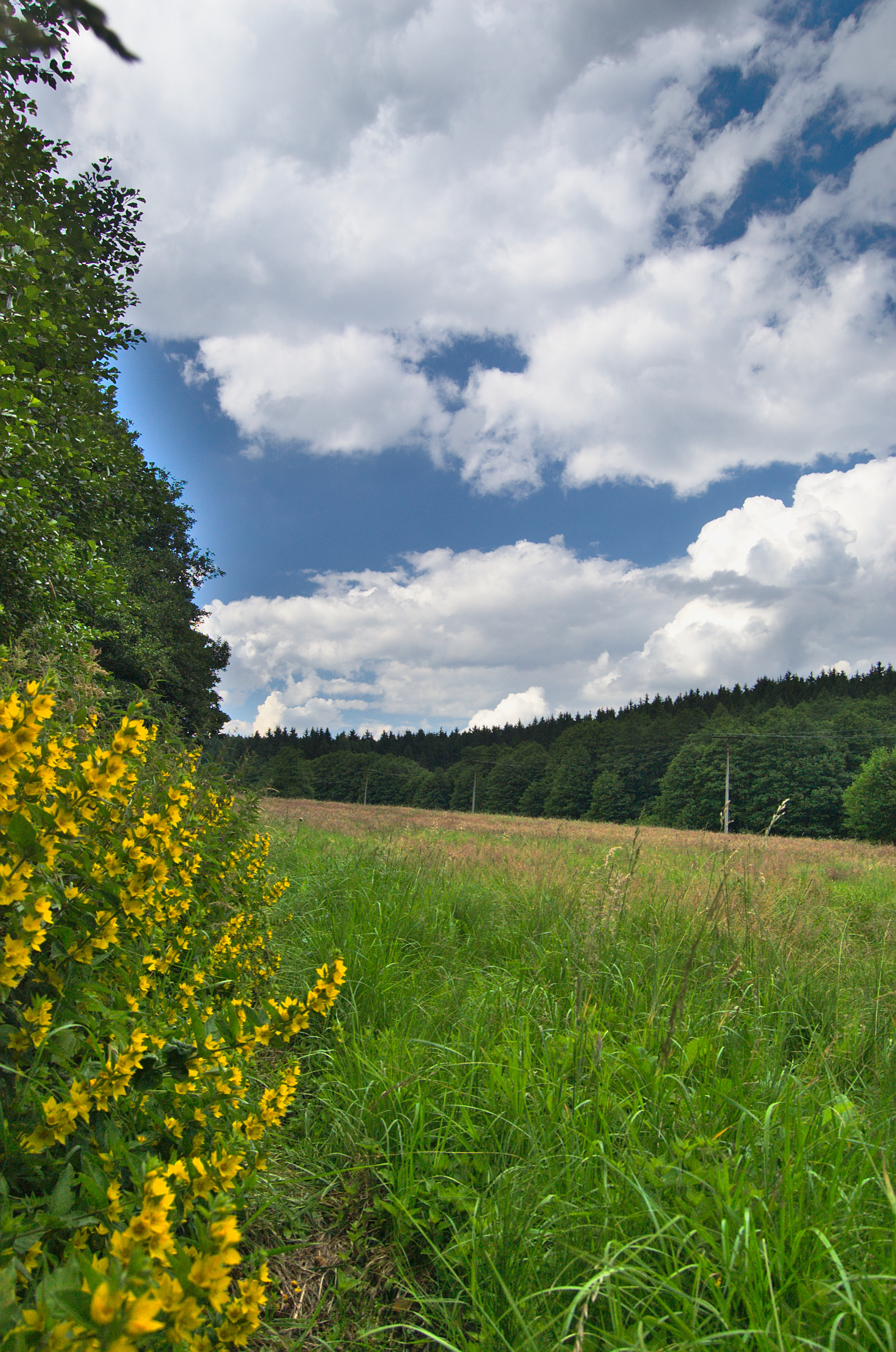
Severní část přírodní památky
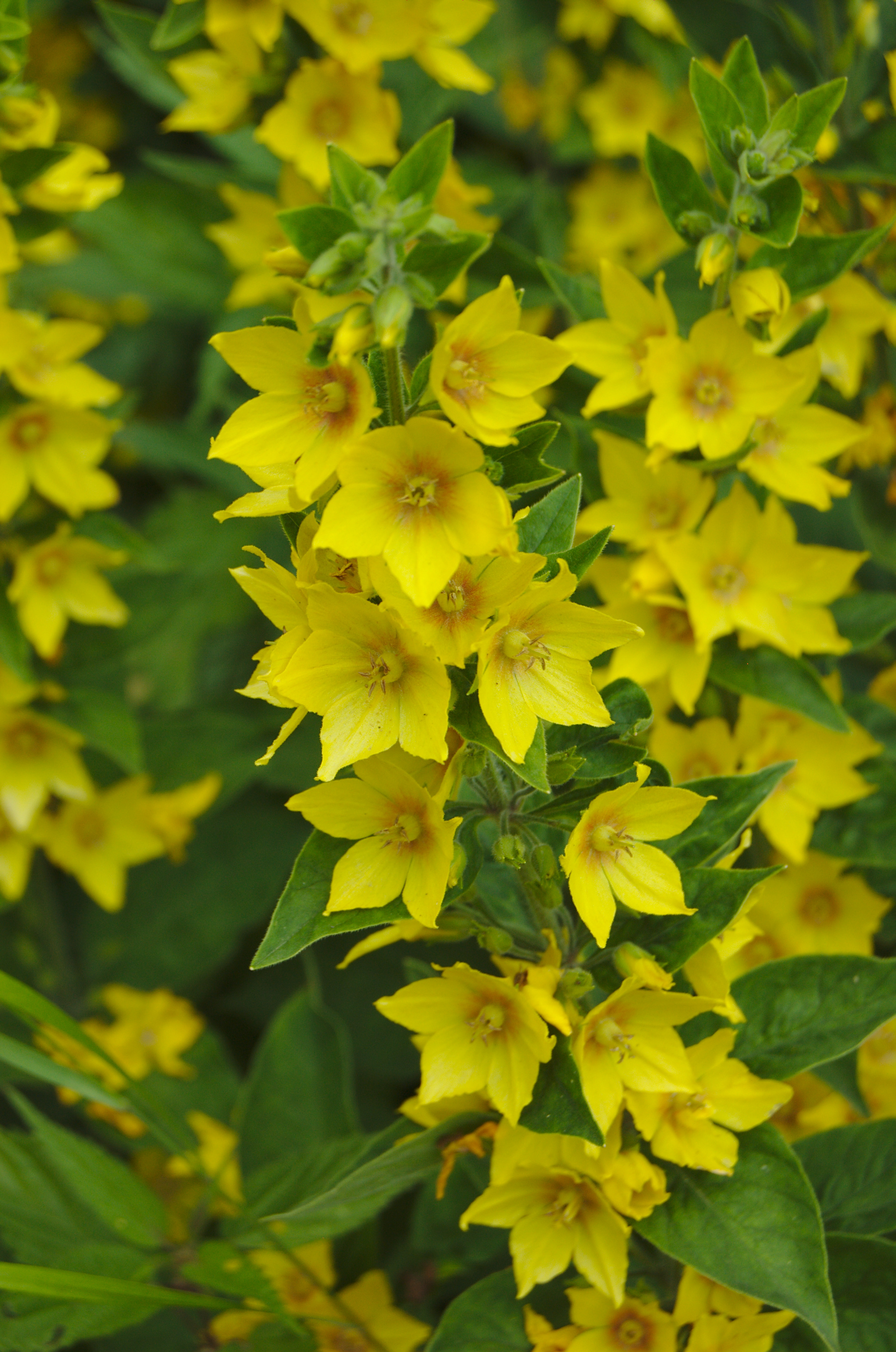
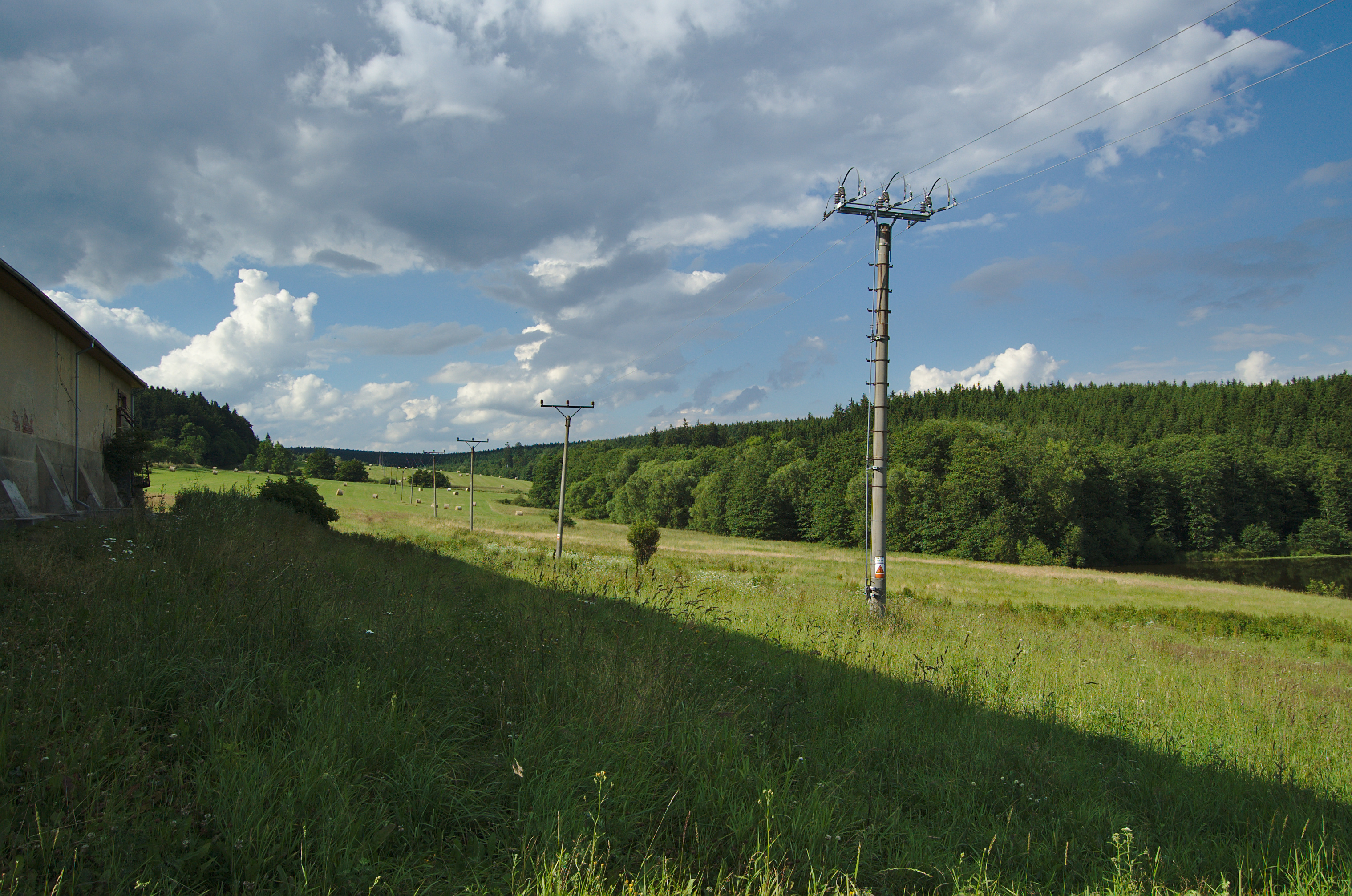
Jižní část v blízkosti samoty Oborský dvůr
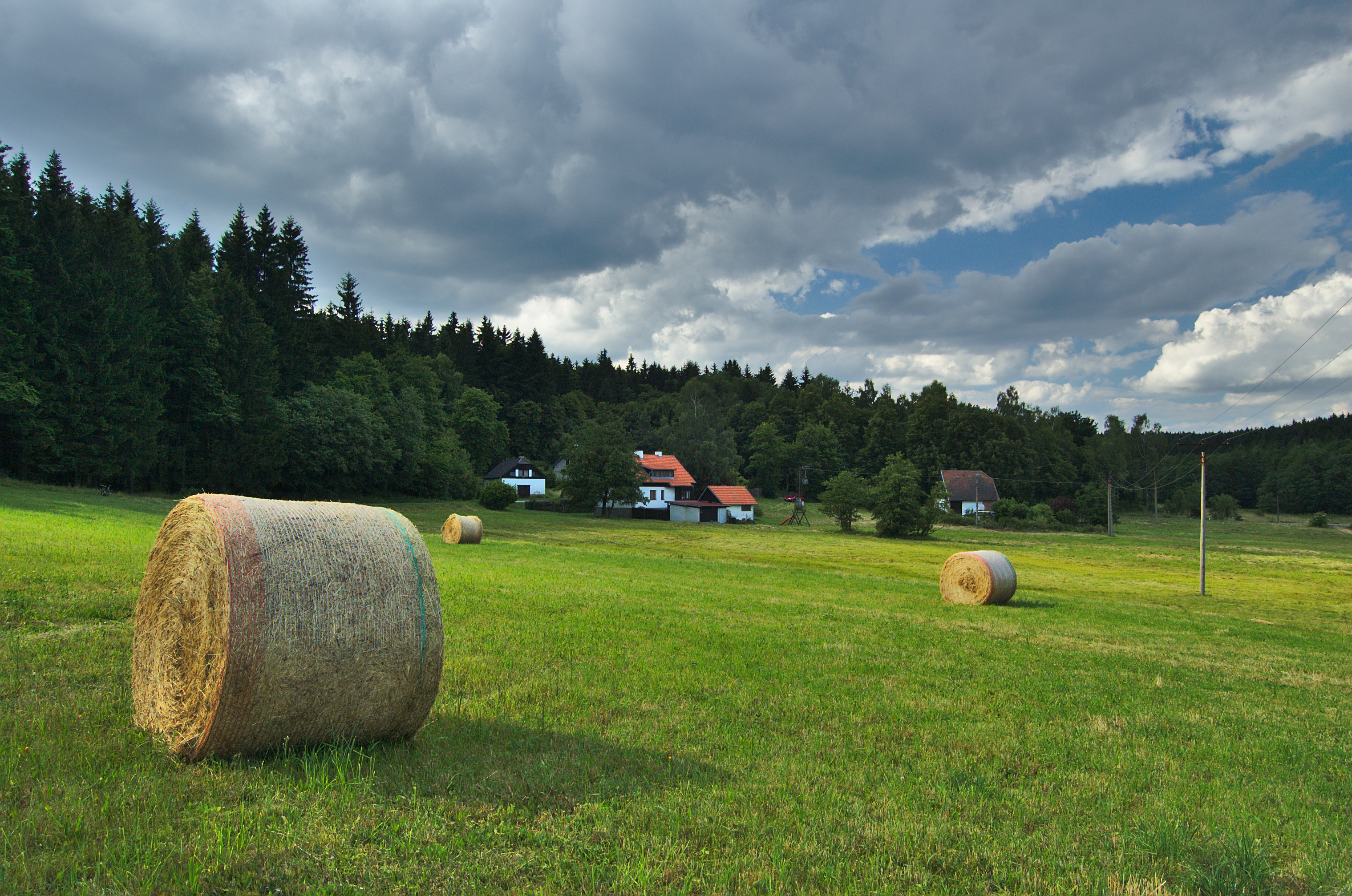
Osada Skelná Huť
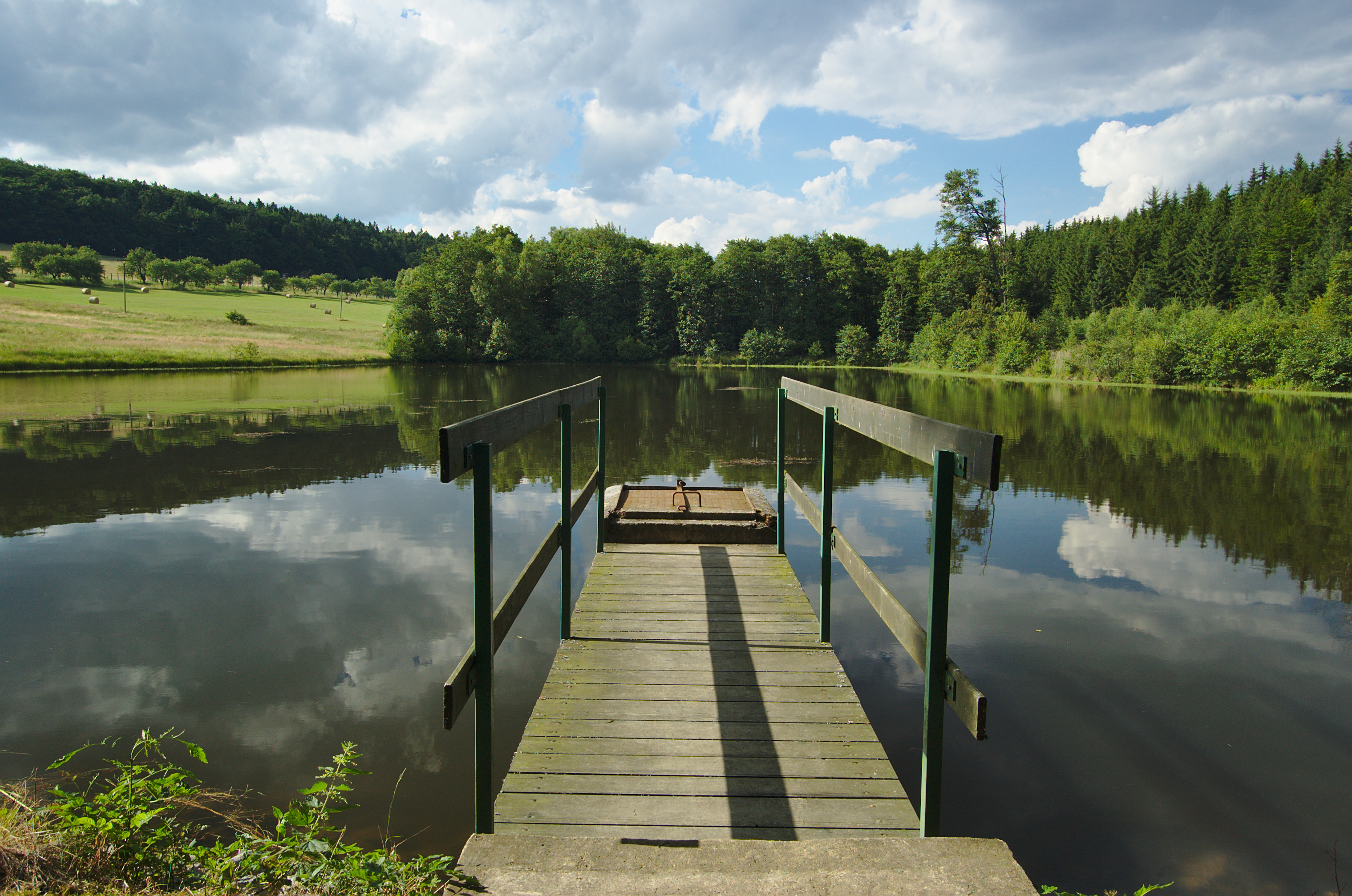
Rybník V Oboře